# Dix (Nebraska)
Dix è un comune degli Stati Uniti d'America, situato nello Stato del Nebraska, nella Contea di Kimball.